# Pterolophia hiekei
Pterolophia hiekei är en skalbaggsart som beskrevs av Stefan von Breuning 1964. Pterolophia hiekei ingår i släktet Pterolophia och familjen långhorningar.
Artens utbredningsområde är:
- Kenya.
- Moçambique.

Inga underarter finns listade i Catalogue of Life.